# Flowers on the wall
Flowers on the wall is een countrynummer van de Amerikaanse countrygroep The Statler Brothers. Het is geschreven door Lew DeWitt, een van de leden van de groep. Het nummer kwam op single uit in 1965 en was in het begin van 1966 een succes in de Verenigde Staten (een vierde plaats in de Billboard Hot 100) en Canada.

## Tekst
De ik-figuur in het lied is blij dat er mensen zijn die zich afvragen of hij wel gelukkig is, maar er is geen reden voor ongerustheid. Hij heeft genoeg omhanden:
‘Counting flowers on the wall, that don't bother me at all
Playing solitaire 'til dawn with a deck of fifty one
Smoking cigarettes and watching Captain Kangaroo
Now don't tell me I've nothing to do’
‘Bloemetjes tellen op het behang, daar zit ik helemaal niet mee
Patience spelen met eenenvijftig kaarten tot vroeg in de ochtend
Sigaretten roken en kijken naar Captain Kangaroo
Vertel me dus niet dat ik niets te doen heb’
Er is veel gespeculeerd over de precieze betekenis van het nummer. Kurt Vonnegut wijdde er een essay aan in zijn bundel Palm Sunday. Hij schreef: ‘It is not a poem of escape or rebirth. It is a poem about the end of man’s usefulness...’ (‘Het is geen gedicht over een vlucht of wedergeboorte. Het is een gedicht over het moment waarop een mensenleven zinloos is geworden...).

## Het nummer
De single haalde
- de tweede plaats in de Hot Country Singles, de toenmalige naam voor de Hot Country Songs;[3]
- de vierde plaats in de Billboard Hot 100;[3]
- de 38e plaats in de UK Singles Chart;[3]
- de eerste plaats in de Canadese hitparade.[4]

In Nederland en België werd het nummer geen hit.
In 1966 kreeg het nummer een Grammy Award in de categorie ‘Best Pop Performance by a Duo or Group with Vocals’. In dat jaar kwam ook het eerste album van de groep uit, eveneens onder de naam Flowers on the wall.
Voor het album The Best of The Statler Brothers van 1975 nam de groep het nummer opnieuw op. Een live-uitvoering staat op de ‘Legacy Edition’ van At Folsom Prison van Johnny Cash uit 2008.

## Gebruik van het nummer
Het nummer is te horen in de film Pulp Fiction uit 1994, waar Bruce Willis meezingt als het op de radio komt. In de film Die Hard with a Vengeance uit 1995 vertelt (alweer) Bruce Willis dat de politie hem geschorst heeft wegens ‘smoking cigarettes and watching Captain Kangaroo’.
In een filmpje van The Muppet Show van 6 september 2015 werd het nummer gespeeld door een groep ratten, The Ratler Brothers. De regel ‘Smoking cigarettes and watching Captain Kangaroo’ was daarbij wel veranderd.
Flowers on the wall was de herkenningsmelodie van Linda Smith's A Brief History of Timewasting, een hoorspelserie op BBC Radio 4 in de jaren 2001 en 2002.

## Covers
Nancy Sinatra nam het nummer op voor haar album Boots uit 1966.
In hetzelfde jaar zette Brenda Lee het nummer op haar album Bye bye blues.
Ook in 1966 bracht Pat Boone het album Great hits of 1965 uit, met Flowers on the wall als een van de twaalf nummers.
Eveneens in 1966 namen The New Christy Minstrels het nummer op voor hun album New kick!.
Trini Lopez nam het nummer in 1968 op voor zijn album Welcome to Trini Country.
Een instrumentale versie door Herb Alpert and the Tijuana Brass staat op het album Lost treasures (rare & unreleased) uit 2005.
Een uitvoering door Danny Vera staat op de dvd Studio 6 Sessions Live uit 2012.
Bernd Spier en zijn jongere broer Uwe Spier namen in 1966 een Duitse bewerking op onder de titel Mir geht's wunderbar.
Les Surfs maakten een Franstalige versie, Les mouches au plafond (‘De vliegen op het plafond’), die in 1966 uitkwam als achterkant van Va ou tu veux, een bewerking van Run, baby run (Back into my arms) van The Newbeats.